# Naryciini
De 'Naryciini zijn een geslachtengroep van vlinders in de familie van de zakjesdragers (Psychidae).

## Geslachten
- Narycia Stephens, 1836
- Diplodoma Zeller, 1852
- Paranarychia Saigusa, 1961
- Picronarycia Mey, 2011[1]